# Forest Den National Park
Forest Den National Park är en park i Australien. Den ligger i delstaten Queensland, omkring 990 kilometer nordväst om delstatshuvudstaden Brisbane. Forest Den National Park ligger 244 meter över havet.
Trakten runt Forest Den National Park är nära nog obefolkad, med mindre än två invånare per kvadratkilometer.. Det finns inga samhällen i närheten.
Omgivningarna runt Forest Den National Park är i huvudsak ett öppet busklandskap. Genomsnittlig årsnederbörd är 481 millimeter. Den regnigaste månaden är januari, med i genomsnitt 120 mm nederbörd, och den torraste är april, med 9 mm nederbörd.